# Маёвка (Татарстан)
Маёвка (тат. Маевка) — деревня в Зеленодольском районе Республики Татарстан России. Входит в состав Большеключинского сельского поселения.

## География
Деревня находится, в западной части Татарстана, в зоне хвойно-широколиственных лесов, вблизи административной границы с Марий Эл, в 12-14 км к северо-востоку от Зеленодольска, к западу от автодороги 16К-0720. Расположена у северного края лесного массива, простирающегося от Казани до Волжска. Абсолютная высота — 96 метров над уровнем моря.

### Климат
Климат характеризуются как умеренно континентальный, с умеренно холодной продолжительной зимой и тёплым летом. Среднегодовая температура воздуха составляет 4,1 °C. Средняя температура воздуха самого холодного месяца (января) — −10,8 °C (абсолютный минимум — −47 °C); самого тёплого месяца (июля) — 19,6 °C (абсолютный максимум — 38 °C). Безморозный период длится 142 дня. Среднегодовое количество атмосферных осадков составляет 477 мм, из которых около 330 мм выпадает в период с апреля по октябрь. Снежный покров держится в течение 150 дней.

### Часовой пояс
Деревня Маёвка, как и весь Татарстан, находится в часовой зоне МСК (московское время). Смещение применяемого времени относительно UTC составляет +3:00.

## Население
Население деревни в 2013 году составляло 120 человек
В 2022 население составило 130 человек.

### Национальный состав
Согласно результатам переписи 2002 года, в национальной структуре населения татары составляли 60 % из 78 чел., русские — 32 %.